# بامبيرو (رياح)

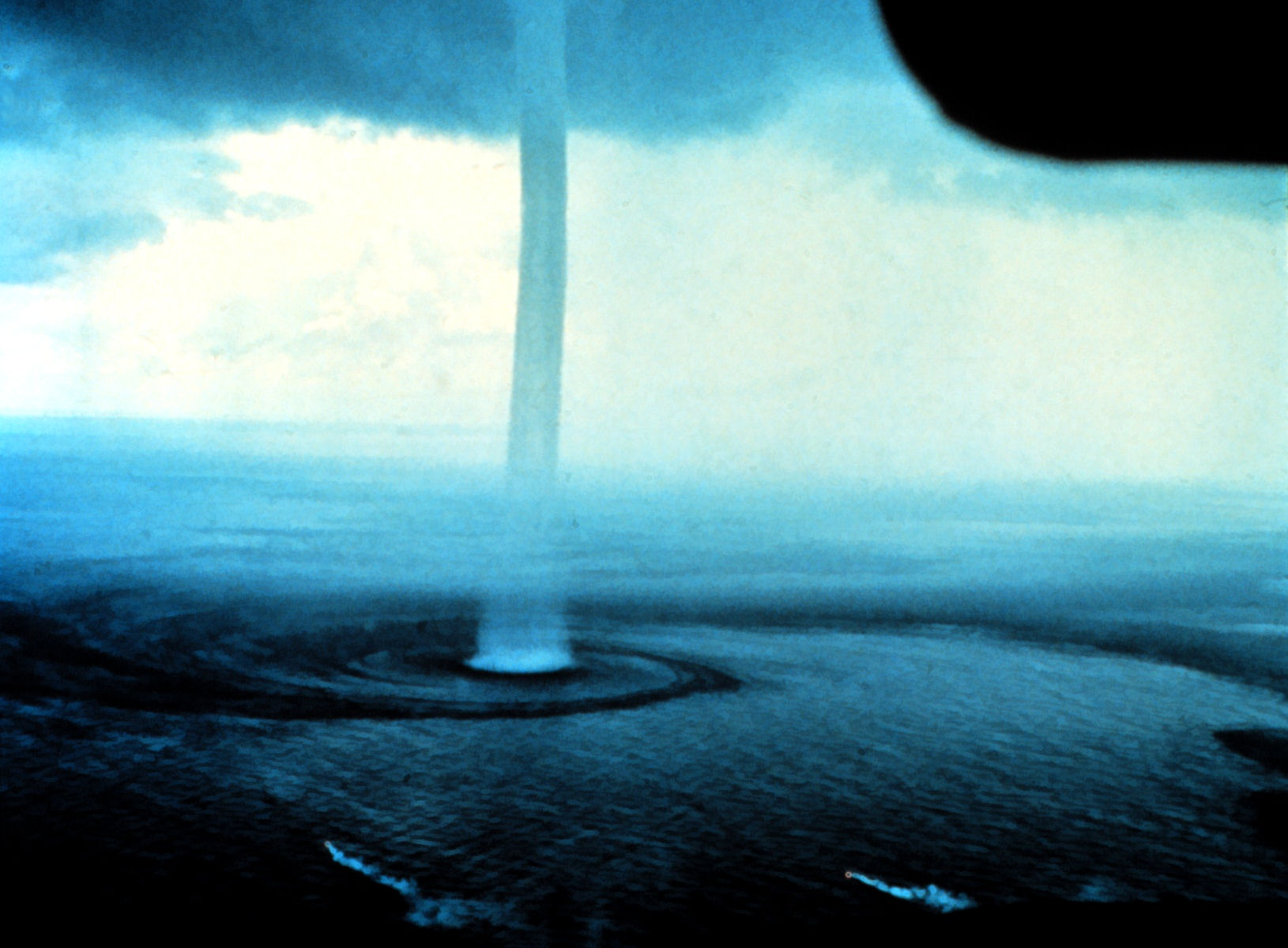

البامبيرو (بالإنجليزية: Pampero)‏ هي رياح جنوبية غربية باردة تهب في مؤخرة المنخفضات الجوية الجبهية المتحركة شرقاً في الأرجنتين، وتكون تلك الرياح مصحوبة بغيوم ركامية مزنية وعواصف رعدية، وأكثر ما تهب في فصل الشتاء بنصف الأرض الجنوبي.